# アンドリュー・フィーリー
アンドリュー・フィーリー（Andrew Feeley、1983年8月11日 - ）は、アメリカ合衆国・ニューヨーク州出身のプロバスケットボール選手である。ポジションはパワーフォワード・センター。

## 来歴
メリーランド大学ボルチモア校を卒業後、メキシコリーグを経て2006年に埼玉ブロンコスに入団。2007-08シーズンは副将を務めた。
2008年、豊田通商ファイティングイーグルスへ移籍。

## 経歴
- Morelia（メキシコ） - 埼玉（2006年〜2008年） - 豊田通商（2008年〜2009年）